# Marta Arjona Pérez
Marta Arjona Pérez (La Habana, 3 de mayo de 1923- 23 de mayo de 2006) fue una artista plástica cubana.
La escultora y ceramista studió dibujo y modelado en la Escuela Nacional de Bellas Artes de San Alejandro en 1945 y posteriormente cerámica en la École de Métiers d'Arts Appliqués en París, Francia. Ha colaborado con otros artistas en la elaboración de murales de cerámica, entre ellos Amelia Peláez, René Portocarrero y Mariano Rodríguez. Asimismo, ha fungido como presidenta del Consejo Nacional de Patrimonio Cultural y directora de la galería de arte Nuestro Tiempo. También ha colaborado en la redacción de legislación para la protección de bienes culturales.